# Лаплатська низовина

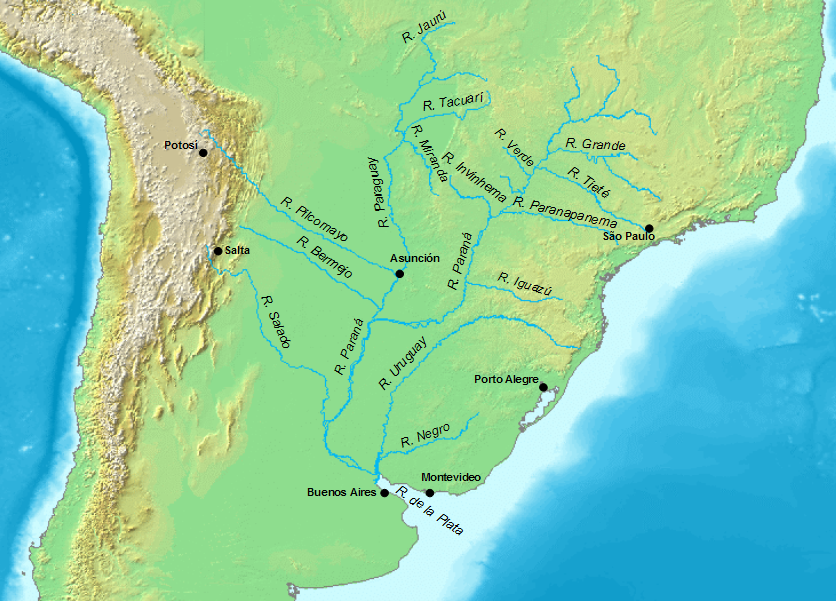
Ла-платська низовина

Ла-пла́тська низовина́ — велика і простора низовина в Південній Америці, долина річки Ла-Плата. Охоплює територію таких країн, як Аргентина, Парагвай, Бразилія, Болівія та Уругвай.
На сході та півночі обмежена відрогами Бразильського плоскогір'я, на заході — горами Андами. На півдні та південному сході омивається водами Атлантичного океану.
Орографічно поділяється на кілька частин. Північно-західна частина носить назву Гран-Чако, крайній південь називається Пампа.
По низовині протікають досить великі та повноводні річки Парана з притоками Уругвай, Парагвай, Ріо-Саладо.
Велика частина низовини розорана під сільськогосподарські угіддя. На цих землях вирощують зернові та розводять велику рогату худобу.
Найбільші міста, які знаходяться в низовині, це Монтевідео, Ла-Плата, Буенос-Айрес, Росаріо, Санта-Фе та Асунсьйон.
Рослинність низовини переважно степова, також є субтропічні сухі ліси. Річна температурна амплітуда від 24 °C у січні до 11 °C у липні. Річні опади: 600 мм.